# 西沃达
西沃达（Si Votha，约1841年—1891年12月31日）是柬埔寨的一位王子和王位觊觎者。他是国王安东的儿子，也是诺罗敦、西索瓦两位国王的同父异母弟。
1860年，安东国王逝世，诺罗敦理应继承王位，但暹罗拒绝归还柬埔寨的王家神器，因此无法继位。磅湛省爆发占族叛乱，诺罗敦逃往暹罗。西沃达宣称拥有王位。
1864年诺罗敦在法国和暹罗官员的监督下举行加冕仪式。西沃达再度宣称自己拥有王位，于1870年代从暹罗悄悄返回柬埔寨，占据湄公河上游，袭击忠于诺罗敦的官员，获得斯丁族的支持。
法国人拒绝帮助诺罗敦国王，直到诺罗敦签订一项主张多项改革的条约，并于1877年开始施行改革。法国人随后帮助诺罗敦国王，1885年至1886年的失败，他的追随者越来越少。他厌倦了丛林生活，最终决定向法国人屈服，但仍拒绝向诺罗敦效忠。1891年的最后一天去世，几乎被追随者完全抛弃。